# Verilaske
Verilaske est un village de la commune de Viljandi du comté de Viljandi en Estonie.
Au 31 décembre 2011, il compte 98 habitants.